# Mariko Minoguchi
Mariko Minoguchi (* 1988 in München) ist eine deutsche Regisseurin und Drehbuchautorin. Sie ist bekannt für ihren ersten Spielfilm Mein Ende. Dein Anfang., der ihr 2019 die Auszeichnungen als Bestes Spielfilmdebüt und Bestes Drehbuch vom Preis der Deutschen Filmkritik einbrachte.

## Karriere
Minoguchi, die mit einer deutschen Mutter und einem japanischen Vater in München aufwuchs, hatte eine frühe Leidenschaft für  Film und das filmische Erzählen. Nach ihrem Schulabschluss mit 16 Jahren absolvierte sie Praktika und sammelte als Set-Runner praktische Erfahrung, anstatt eine Filmhochschule zu besuchen. Dabei schloss sie wichtige Verbindungen, so lernte sie in ihrem ersten Praktikum Trini Goetze kennen, die ihre Filme von da an produzierte. 2007, mit 18 Jahren, drehte sie mit einem kleineren Zuschuss der Filmförderung ihren ersten Kurzfilm Maybe, in dem Janina Stopper, Sidney Gersina und Janne Drücker die Hauptrollen besetzten.
Ihren Spielfilm Mein Ende. Dein Anfang. schrieb Mariko Minoguchi während eines zweimonatigen Urlaubs auf Taiwan, der für die Autorin mit Einsamkeit wie mit Inspiration verbunden war. Die antichronologisch erzählte Geschichte hatte sie ursprünglich als Science-Fiction konzipiert, bevor sie sich für ein tragisches Liebesdrama entschied. Gefilmt wurde im Frühjahr 2018 in München mit Saskia Rosendahl, Julius Feldmeier und Edin Hasanović in den Hauptrollen. Der Film wurde unter anderem im Filmfest München, Filmfestival Warschau und London Film Festival im folgenden Jahr vorgestellt und vielfach ausgezeichnet.

## Filmografie

### Regie & Drehbuch
- Lieben Allein (Kurzfilm, 2011)
- Geschwisterherzen (Kurzfilm, 2011)
- Karlstod (Kurzfilm, 2012)
- Mein Ende. Dein Anfang. (2019)
- 2024: Zeit Verbrechen (Miniserie, Regie bei Folge Dezember)

### Drehbuch
- Tides (2021)

## Auszeichnungen
Filmfest München 2019
- Nominierung für den Förderpreis Neues Deutsches Kino – Regie
- Nominierung für den Förderpreis Neues Deutsches Kino – Drehbuch[5]

Filmkunstwochen München 2020
- Auszeichnung mit dem Starter-Filmpreis[6]

London Film Festival 2019
- Nominierung für den Sutherland Award im First Feature Competition[7][8]

Preis der deutschen Filmkritik 2019
- Auszeichnung für das Beste Drehbuch
- Auszeichnung als Bestes Spielfilmdebüt[9]